# 絹一揆
絹一揆（きぬいっき）は、天明元年（1781年）に上野国西部一帯にて展開された絹市に対する課税反対を求める一揆。絹運上騒動（きぬうんじょうそうどう）とも。

## 概要
江戸時代中期、上野国や武蔵国の農村では、養蚕業が盛んになり、生糸や絹織物が生産されるようになり、各地に絹市と呼ばれる市場が形成され、江戸や京都などの問屋から原料や商品の買い付けに訪れる買付人が増加していた。江戸幕府では元禄元年（1698年）と宝暦元年（1759年）に上野・武蔵の絹に対して課税を行う計画が立てられたが、この時は桐生などの絹織物生産地の反対があって中止された。ところが天明元年（1781年）になって地元の有力者である小幡（現在の甘楽町）の新井吉十郎他2名が他の賛同者の名簿とともに上野・武蔵の47か所の絹市に対して10か所の反物并絹糸貫目改所を設置する申請が江戸幕府に出された。有力者たちは改所に関与して絹の販売を独占しようと図り、一方田沼意次を中心とする江戸幕府首脳も米に依存した財政に対する限界から代わりの財源を求めており、絹製品の品質向上と運上に代わる改料確保につながるこの計画を許可したのである。そこで、幕府は現地に対して改所設置と反物1疋に対して銀2分5厘、糸100目につき銀1分、真綿1貫目につき銀5分の改料を買取人から徴収することが伝えられると、現地の農民はこれに強く反発した。しかも同様に反発した買取人たちも買取を拒否したために絹市が事実上停止してしまったのである。これに激怒した上野の人々は対策を講じ始めた。桐生などの上野国東部の人々は幕府に訴願を行って取消を求めようとした。だが、西部の人々は今回の改所設置の背景に西部の地主や商人達がいることを知り激昂した。西部の人々は8月2日の上州藤岡での寄合をきっかけに一揆として蜂起、8日に神流川に集まった人々は当初江戸を目指すことも検討したものの、協議の結果、改所構想の申請者を追及する方針に変更した。8月9日小幡の新井吉十郎の屋敷が打ち壊され、続いて他の申請者やそれに賛同した地主や商人の屋敷が打ち壊されただけではなく、七日市藩陣屋も攻撃され、更に一揆は今回の申請に許可を出した老中松平輝高が藩主を務める高崎藩に向かってなだれ込んだ。これに驚いた幕府は8月16日に改所中止を決定して翌日には現地にも伝えられたが、この報が広まる直前の8月18日には高崎城を包囲した一揆軍と高崎藩兵が衝突した。だが、直後に双方に改所中止が伝わったために一揆は解散したのである。

## 関連作品
小説
- 高橋直樹『絹の筵旗 爆裂・正義なき上州一揆』（祥伝社、1999年）